# Lilia Vu
Lilia Vu, née le 14 octobre 1997 à Fountain Valley (États-Unis), est une golfeuse professionnelle américaine.
Lilia Vu naît et grandit aux États-Unis en Californie. Son père l'initie au golf avec son frère Andre et reste à ses côtés jusqu'à ce qu'elle devienne professionnelle en 2019. Avant cela, elle remporte quelques succès de prestige en amateur comme la Curtis Cup, le Trophée Espirito Santo et la Coupe Arnold Palmer. Devenue professionnelle, elle intègre via des qualifications la saison 2019 de la LPGA mais réussit rarement à passer le cut lors des tournois. Reléguée dans le circuit secondaire de Symetra de l'année 2020 impactée par la pandémie de Covid-19, elle y obtient ses premiers succès professionnels en 2021 avec le gain de trois tournois et y est nommée joueuse de l'année de ce circuit lui garantissant un retour en LPGA. Plus régulière, elle passe en un an du 200e rang mondial au 50e rang à la fin de l'année 2022. La saison 2023 est un tournant pour elle, remportant tout d'abord le premier tournoi de la saison 2023 en Thaïlande, le Honda LPGA Thailand, elle créée la sensation en s'imposant sur deux tournois majeurs, le Championnat Chevron et l'Open britannique, l'amenant à se saisir du rang de numéro une mondiale qu'elle conserve 28 semaines en tout. Elle termine l'année 2023 sur le LPGA par un quatrième succès au tournoi « The ANNIKA » en Floride et y est désignée joueuse de l'année.

## Biographie
Son père, Douglas Vu, entraîneur de golf, l'initie au golf à l'instar de son frère Andre sur la côte californienne, et reste son entraîneur jusqu'à l'entrée à l'université de Lilia. Sa mère, Yvonne Kieu Thuy, est d'origine vietnamienne à l'instar de son père Douglas.
Lilia Vu remporte deux tournois majeurs - le Chevron Championship et l'Open britannique en 2023 - et lui permet d'occuper le rang de numéro un mondial.

## Palmarès

### Victoires professionnelles
| N° | Date       | Circuit principal | Tournoi                     | Score           | Par  | Marge   | Finaliste                 |
| -- | ---------- | ----------------- | --------------------------- | --------------- | ---- | ------- | ------------------------- |
| 1. | 02/05/2021 | Symetra           | Garden City Charity Classic | 69-70-69=208    | - 8  | 1 coup  | Beth Wu                   |
| 2. | 25/07/2021 | Symetra           | Twin Bridges Championship   | 70-67-68=205    | - 8  | 2 coups | Rachel Rohanna            |
| 3. | 15/08/2021 | Symetra           | Four Winds Invitational     | 66-70-66-64=266 | - 22 | 1 coup  | Ruixin Liu                |
| 4. | 26/02/2023 | LPGA              | Honda LPGA Thailand         | 66-70-66-64=266 | - 22 | 1 coup  | Natthakritta Vongtaveelap |
| 5. | 23/04/2023 | LPGA              | Championnat Chevron         | 68-69-73-68=278 | - 10 | Playoff | Angel Yin                 |
| 6. | 12/11/2023 | LPGA              | Open britannique            | 72-68-67-67=274 | - 14 | 6 coups | Charley Hull              |
| 7. | 12/11/2023 | LPGA              | The ANNIKA                  | 67-66-62-66=261 | - 19 | 3 coups | Alison Lee Azahara Muñoz  |

## Classement WWGR en fin de saison
Le golf féminin a mis en place un classement mondial, nommé le Women's World Golf Rankings, introduit en 2006.
| Année        | 2014 | 2015 | 2016 | 2017 | 2018 | 2019  | 2020 | 2021 | 2022 | 2023 |
| Rang mondial | 548e | 921e | -    | -    | 623e | 1007e | -    | 244e | 43e  | 1re  |